# Geruchsbelastung im Erzgebirge und Vogtland

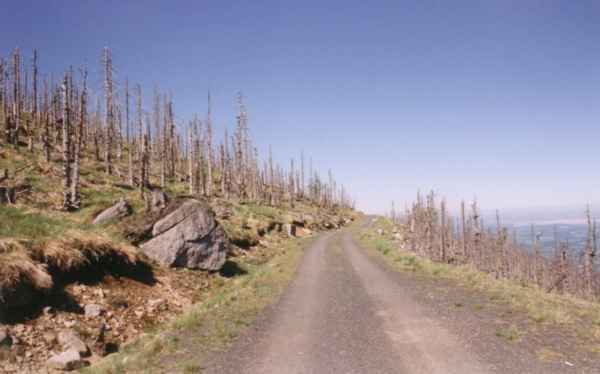
Abgestorbener Wald im Erzgebirge (1998).

Die Geruchsbelastung im Erzgebirge und Vogtland entsteht während einer besonderen Wetterlage, des Böhmischen Winds, in Verbindung mit Schadstoffbelastungen im Vogtland und im Erzgebirge. Es kommt dabei zu einem besonders starken Geruch, der von den Bewohnern beider Landschaften als „Katzendreckgeruch“ beschrieben wird. Der Geruch wird mit dem Wind aus Süden oder Südosten von der tschechischen Seite über den Erzgebirgskamm nach Sachsen herangetragen. Bewohner klagen dabei auch über Gesundheitsbeschwerden; bis in die 1990er Jahre trat zudem ein Baumsterben auf. Das Phänomen tritt vor allem im Herbst und Winter bei südlichen Luftströmungen auf.
Die Geruchsbelästigungen traten bereits seit der zweiten Hälfte der 1970er Jahre im Dreiländereck von Bundesrepublik Deutschland, DDR und Tschechoslowakei auf, was seinerzeit zum Grenzkonflikt der Katzendreckgestank-Affäre führte.

## Hintergründe und Folgen

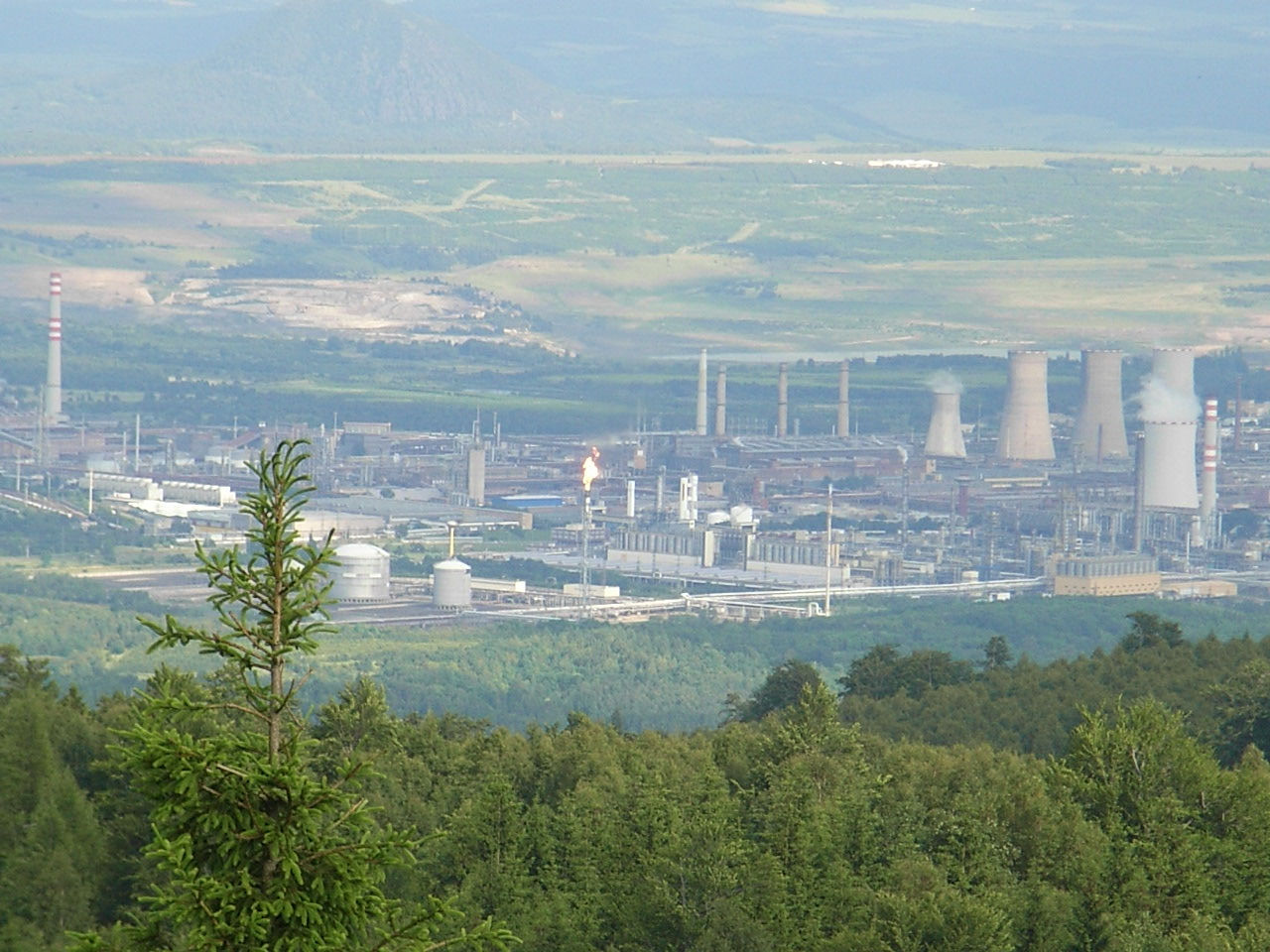
Industriekomplex Záluží bei Litvínov (2009).

Der aus Böhmen kommende Südostwind führt einen durch Inversionswetterlage entstandenen Kaltluftsee aus Böhmen ab. Dieses Phänomen wird als Böhmwind oder Böhmischer Wind, in Verbindung mit der Geruchsbelastung auch als Böhmischer Nebel bezeichnet. Mit diesem Wind werden insbesondere auch Schadstoffe aus Tschechien herübergetragen.
Als Verursacher gelten die petrochemische Industrie und die Braunkohlekraftwerke des tschechischen Braunkohlereviers, insbesondere aus dem nordwestböhmischen Industriegebiet um Chomutov (Komotau), Litvínov (Leutensdorf), Most (Brüx) und Teplice (Teplitz).
Zu den Schadstoffen zählen Schwefeldioxid, Kohlenwasserstoffverbindungen, Ruß und Stäube. Derzeit untersucht man insbesondere Mercaptane, die unter anderem in Rohöl vorkommen und für den markanten Geruch ursächlich sein könnten. Im Rahmen des Umweltmonitorings werden insbesondere Schwefelwasserstoffverbindungen am Schwartenberg und im Klingenthal gemessen.
Zwischen etwa 1965 und 1990 sorgten die hereintreibenden Luftverunreinigungen für ausgedehntes Baumsterben im Erzgebirge. In Olbernhau und Klingenthal wurde in den 1990er Jahren ein pH-Wert von 2,5 im Regen gemessen.
Der Geruch wird nicht allein mehr als der Geruch von Katzendreck wahrgenommen; beschrieben werden unter anderem Gerüche wie „nach verdorbenen Eiern oder verbranntem Gummi“.
Als gesundheitliche Beschwerden werden von den Bewohnern Übelkeit, Durchfall, Kopf- und Bauchschmerzen sowie Fieber genannt. Das Sächsische Staatsministerium für Soziales beauftragte im Frühjahr 2016 die Technische Universität Dresden, das Phänomen näher zu untersuchen. Deren am 14. März 2017 veröffentlichte Studie attestiert, dass es zwischen den Geruchsbelastungen und den geschilderten Krankheiten „nur sehr geringe Zusammenhänge“ gäbe. Kritiker wiesen die Studie daraufhin als unzureichende Untersuchung des Phänomens zurück.